# Sejahrūd
Sejahrūd (persiska: سجهرود, سَخرود) är en ort i Iran.   Den ligger i provinsen Ardabil, i den nordvästra delen av landet, 300 km nordväst om huvudstaden Teheran. Sejahrūd ligger 1 265 meter över havet och antalet invånare är 418.
Terrängen runt Sejahrūd är kuperad åt nordväst, men åt sydost är den bergig. Runt Sejahrūd är det ganska glesbefolkat, med 42 invånare per kvadratkilometer. Närmaste större samhälle är Nesāz, 16,0 km norr om Sejahrūd. Trakten runt Sejahrūd består i huvudsak av gräsmarker.